# Molgula rheophila
Molgula rheophila is een zakpijpensoort uit de familie van de Molgulidae. De wetenschappelijke naam van de soort is voor het eerst geldig gepubliceerd in 1956 door Pérès.